# Povijest Dubrovnika
Dubrovnik je grad na jadranskoj obali, na krajnjem jugu Hrvatske. Po popisu stanovništva 2011. ima 42 641 stanovnika (prostire se na 21.35 km2). Godine 1979. dubrovačka stara gradska jezgra uvrštena je na UNESCO-ov popis svjetske kulturne baštine. Dan Grada slavi se 3. veljače, na dan svetog Vlaha, zaštitnika Dubrovnika. Grad je poznat po tome što je bio neovisna država u razdoblju od 1358. do 1808. (Dubrovačka Republika). Nakon toga kratko je bio pod francuskom upravom, da bi kasnije bio dijelom Habsburške Monarhije, Kraljevine Jugoslavije, Nezavisne Države Hrvatske, komunističke Jugoslavije te naposljetku Republike Hrvatske. U Domovinskom ratu bio je pod opsadom od listopada 1991. do svibnja 1992. Glavninu stanovništva čine Hrvati katoličke vjeroispovijesti. Dubrovnik je bio jedan od središta razvitka hrvatskog jezika i književnosti te su u njemu stvarali mnogi značajni hrvatski pjesnici, dramatičari, slikari, matematičari, fizičari i drugi učenjaci.
Američki portal TripAdvisor je 2013. na temelju recenzija milijuna putnika sastavio je popis deset spomenika koje treba posjetiti prije smrti. Među njima su i dubrovačke zidine. Iste godine putnički portal virtualtourist pokrenuo je glasanje za osmo svjetsko čudo. Dubrovačka povijesna jezgra završila je na desetom mjestu. USA Today je iste godine prema izboru čitatelja proglasio Dubrovnik četvrtim najljepšim gradom Europe. Godine 2014. američki portal Business Insider postavio je Dubrovnik na prvo mjesto popisa 100 odredišta koja treba posjetiti barem jednom u životu. Iste godine američki internetski portal Wall Street Cheat Sheet objavio je ljestvicu šest svjetskih najsigurnijih gradova za posjetiti, a na njoj se našao i Dubrovnik. Na HRT-u se 18. travnja 2016. godine počeo prikazivati igrano-dokumentarni serijal Republika o Dubrovačkoj Republici.

## Politička povijest od nastanka do kraja zlatnog doba 1667.
Početkom neolitika istočni Jadran već je bio naseljen, a najbliža okolica Dubrovnika (a možda i same litice u Ragusi) bila je naseljena u brončanom i željeznom dobu. Naziv Epidaur („iza šume”) za današnji Cavtat je latinizirani ilirski (ne grčki kako kaže mit) te se prvi put spominje 47. pr. Kr. Prva poznata uporaba riječi „Dubrovčani” nalazi u povelji bosanskog bana Kulina iz 1189., a prva zabilježena uporaba riječi „Dubrovnik” u povelji srpskog vladara Stjepana Nemanje iz 1215. godine. Ragusa je bila mjesto određene važnosti puno prije razaranja Epidaura; arheološki nalazi na Lokrumu sežu u 5. – 6. st. pr. Kr. Do 1023. za gradske poslove zadužen je preses, a od 1052. prior. Područje Dubrovnika pokršteno je do 5. st. (dokaz kršćansko groblje u Slanome), dok je Epidaur kršćanski od sredine 4. st.
Godine 866. Dubrovnik je bio pod petnaestomjesečnom opsadom Saracena (Arapa iz Tunisa i Alžira). Bizantski car Bazilije I. poslao je flotu i Saraceni su prekunuli opsadu. Tada su već Dubrovčani plaćali 36 numizmata vladarima Huma i Travunije. Dubrovčani će u narednim stoljećima održavati svoju slobodu, mir i sigurnost vještom diplomacijom i plaćanjem. Crkva sv. Vlahu izgrađena je u kasnom 9. st., dok nadbiskupija biva osnovanom između 996. i 999. godine. Godine 1185. srpski vladar Nemanja opsjedao je grad, Dubrovčani se za pomoć obratili Normanima. Postignut je ugovor Dubrovčana i Srba Nemanje i Miroslava. Dubrovčanima je priznato pravo na Astareu s tim da ne će pokušavati osvojiti Korčulu i Vis, te je omogućeno slobodno kretanje i poslovanje Dubrovčana po Srbiji i obrnuto. Od 1186. do 1192. Dubrovnik je koristio normanski suverenitet za zaštitu od Mlečana i Srba, poslije je došlo do vraćanja pod bizantsku vlast (slobodna trgovina Bizantom i Bugarskom). U 12. st. uspostavljeni trgovački odnosi s Pisom, Fanom, Anconom, Ravennom, Kotorom, Rovinjem i Porečom. Godine 1189. došlo je do ugovora s Bosnom (Kulin ban), znamenite Povelje Kulina bana koja je vrlo važna za povijest i jezikoslovlje. 1190. Dubrovčani počinju plaćati tribut gusarima za sigurnu plovidbu. Patrijarh Morosini 1205. je odlučio pokoriti Dubrovnik. Uz pomoć pobunjene vlastele zarobio je kneza Damjana Judu koji je udarcem glavom u jarbol samome sebi oduzeo život. Nakon toga sklopljen je dogovor s Mlečanima. Na dan Svih svetih (1. studenoga) Dubrovnik će duždu osobno poslati 12 perpera i 100 perpera Mletačkoj Republici, istog dana mletačkom knezu u Dubrovniku 400 perpera. Na robu iz zemalja Bizantskog Carstva 5 %, na onu iz Sicilije 25 %, na onu iz Egipta, Tunisa i zemalja Barbarega 20 %. Godine 1268. uveden je svetodimitarski dohodak (2000 perpera godišnje srpskom vladaru). Godine 1275. mletački knez doveo je dubrovačku vojsku do pobjede nad Srbima u samo jednoj borbi.
Nešto prije 1272. Dubrovnik dobiva Lastovo, 1301. pripaja Mljet (tamo seljacima dano pravo korištenja zemlje koju su obrađivali, u zamjenu za 300 perpera godišnje i jedno pile po kućanstvu na dan sv. Vlaha). Sklapa se vojni savez s Kotromanićima protiv peljeških vladara Branivojevića. Srpski vladar Stjepan Uroš IV. Dušan 1333. prodao je Dubrovčanima Pelješac za 8 000 perpera i godišnji tribut 500 mletačkih dukata. Isti vladar posjetio je Dubrovnik dva puta (1331. i 1350.) i donirao novac za izgradnju katoličkih crkava, što pokazuje da kao pravoslavni kršćanin nije pokazao vjersku nesnošljivost.  Cilj Dubrovčana bilo je pokatoličenje poluotoka na kojem su živjeli pravoslavni kršćani i pripadnici Crkve bosanske. Primorje je pripojeno 1399., a Konavle 1419. i 1427. godine. 1357. Stjepan Uroš V. daruje područje od Ljute u Župi do Petrova sela iznad Rijeke dubrovačke. Vrhovnu vlast Ugarsko-Hrvatske Dubrovnik je priznavao od 1358. do oko 1433. 1358. – 1363. vode se borbe s Vojinovićem za Pelješac, a 1367. bosanski vladar posjećuje Dubrovnik. Uveden je svetodmitarski dohodak Tvrtku, omogućeno slobodno trgovanje. Godine 1403. i 1404. vođen je rat s bosanskim velikašima Ostojom i Hrvojem. Ostoji i Hrvoju je obećano 1500 dukata i imanja u Primorju i sklopljen je mir. Godine 1413. Žigmund daruje Korčulu, Brač i Hvar Dubrovačkoj Republici. Tamošnji mještani se tome protive te otoci bivaju oduzeti 1416. Od Sankovića su kupljene Konavle za 1000 perpera godišnje, što je izazvalo bijes bosanskih baruna. U siječnju 1419. vode se pregovori s izaslanicima Sandalja Hranića i Petra Pavlovića; Sandalju vlastelinstvo, kuća u gradu, posjed u Župi vrijedan 3000 perpera, godišnji tribut 500 perpera, isplata 12 000 dukata (36 000 perpera). Cijele Konavle pod vlašću Dubrovčana tek 18. listopada 1419. Bune se konavoski plemići te se odgađa integriranje Konavala 30. svibnja 1420. drugi (Pavlovićev) dio Konavala Sandalj daje Dubrovačkoj Republici (još jedna kuća i imanje, 500 perpera, 30 000 perpera) 31. prosinca 1426. Radoslav Pavlović ustupa Konavle Dubrovčanima, do sredine 15. st. bit će pokatoličene. Ipak, bitno je zabilježiti da su Dubrovčani i Radoslav Pavlović zaratili 1430. i rat je trajao do 1433. godine, a posljedice tog rata uvelike su izmijenile stanje u Dubrovniku, Humu, Bosni i jugoistočnoj Europi. Dubrovačka Republika bila je pod okriljem Osmanskog Carstva od 1396. do 1526. Izbjeglice iz Huma pred Turcima bježe na Pelješac, Žigmund posjećuje Dubrovnik 21. prosinca 1426. 6. prosinca 1430. godine dubrovačkim trgovcima odobrena je slobodna trgovina i kopnem i morem po cijelom Osmanskom Carstvu, Bazelskim koncilom uređeno je trgovanje s muslimanima. Dogovor s Turcima biva postignut 2. veljače 1442. Svake godine 1000 dukata Dubrovčani moraju plaćati sultanu Muratu.
Herceg Stjepan Vukčić Kosača (osnivač Hercegovine) nastojao je Herceg-Novim (novim gradom koji je osnovao i nazvao po sebi) zamijeniti Dubrovnik; herceg je zahtijevao od podanika kupovati njegovu, a ne dubrovačku sol. Godine 1450. Dubrovčanima je zabranjeno trgovati u hercegovoj zemlji. U ratu je herceg potpuno porazio dubrovačku vojsku; povukao se od straha jer su Dubrovčani donijeli odluku da će onaj tko ga ubije biti nagrađen s 15 000 zlatnih dukata, kućom vrijednom 2000 dukata i vlastelinstvom. 1454. je skopljen mir: Dubrovčanima Konavle, nema naknade Dubrovačkoj Republici, ostaje suparništvo s Herceg-Novim. 1458. harač turskom sultanu povećan je na 1500 dukata, zauzvrat dubrovačke povlastice. Dubrovnik spašava hercega kad mu Turci osvajaju područja; 1466. on u Dubrovniku ostavlja bogatstvo pa odlazi u Herceg-Novi gdje umire. Od njegovih potomaka Vladislav je nestao u Slavoniji, Vlatko je 1481. izgubio Herceg-Novi i 1489. umro, a Stjepan je primio islam. 1469. dubrovački harač povišen s 1 500 na 5000 dukata godišnje, a 1471. na nagovor hercega Vlatka na 9000 dukata za tu godinu i 10 000 ubuduće. Povećale su se carinske pristojbe, konačan iznos koji Turcima treba plaćati je 10 000 dukata harača i 2500 đumruka. Prekid izravnih trgovačkih veza Osmanskog Carstva i Mletačke Republike Dubrovnik koristi i cvjeta kao posrednik. Dubrovčanima je od kolonijalnih sila u nastajanju vrlo draga Španjolska. Godine 1538. mletačka je flota opsjela Lopud, opljačkala ga i uzela otočane za taoce. Svetoj ligi zabranjeno je razarati Dubrovnik. Uskoci su 1570. tridesetak puta napali Dubrovnik, 1571. Dubrovčani su ubili Daničića. Veliki udarac Dubrovčanima dogodio se 1590. kad su Mlečani usmjerili tursku trgovinu u splitsku luku. Mlečani su opsjedali Lastovo 1403. – 1406. Dva stoljeća kasnije ponovo će pokušati. Godine 1602. pedeset uglednih Lastovljana predvođenih trojicom svećenika žele oteti otok Dubrovačkoj Republici. Dolazi dubrovačka vojska i providur koji je došao zauzeti otok u ime Mletačke Republike odlazi. Godine 1635. postignut je dogovor Dubrovčana s Mlečanima: nominalna carina za dubrovačke pomorce, priznata prava na Lokrum, Molunat i Sušac.

## Uređenje Dubrovačke Republike
Liber Statutorum Civitatis Ragusii (Dubrovački statut) objavio knez Marco Giustiniani 29. svibnja 1272. Vražd bi se ubirao kad bi Dubrovčanin ubio Srbina i obrnuto. Liber Statutorum Doane (Carinski statut) sastavljen je 1277. godine. Tada u gradu počinje raditi prvi poznati dubrovački notar svećenik Tomazino de Savere. Od 1335. do 1410. nove odluke unose se u "Liber omnium reformationum", od 1358. do 1460. u Liber Viridis (Zelena knjiga), a od 1460. do 1806. u Liber Croceus (Žuta knjiga). Među poznatijim dubrovačkim uredbama su i Ordines Stagni (Stonska pravila), statuti Lastova (1310.) i Mljeta (1345.), "Capitolare della dogana grande" (1413.) (Knjiga velike carinarnice, novi carinski statut), "Regolamenti della Repubblica di Ragusa per la navigazione nazionale" (1745.)(Pomorski statut). Svi brodovi koji ulaze u dubrovačku luku plaćaju arboraticum mletačkom knezu Dubrovnika. Prvih godina Gradom upravljaju knez i Malo vijeće, Veliko vijeće stalno djeluje od 1235., a Statut je stalan od 1272. Godine 1293. prihvaćeno je da se članovi Malog vijeća biraju iz uglednih plemićkih obitelji (slabljenje kneza). Kada je 1358. ugarsko-hrvatskom kralju upućeno važno izaslanstvo, upute je sastavilo 15 mudraca (važnost mudraca) 1312. Veliko vijeće ima 190 plemića, 1323. 108; broj članova smanjila je kuga pa je dobna granica primanja članova u svibnju 1348. smanjena s 20 na 18 godina. Članstvo u Velikom vijeću postalo je nasljedno pravo, godine 1332. odlučeno je da svi plemići stari 21 ili više godina budu članovi. Od 1358. knez vlada mjesec dana, a dubrovački pečat postoji od 1235. godine. Nakon što je knez odradio jedan mandat nije ga se moglo ponovno birati dvije godine.
Godine 1448. osnovan je Građanski sud, 1459. Kazneni sud. Dobna granica za primanje članova Velikog vijeća kroz godine varira (18-20 godina). Od 1440. članovi primljeni u Veliko vijeće popisuju se u Specchiu (Zrcalu). U 15. st. administrativni aparat Republike sastojao se od 160 dužnosnika (taj broj je nastavio rasti). Knez i providuri morali su imati 50 godina, noćni čuvari tvrđava između 30 i 50, a članovi Kolegija 29-orice 30. Gradski liječnici uglavnom su Talijani i Židovi. U slavenskom uredu rabe se hrvatski jezik i ćirilica, dok je službeni jezik Republike latinski. Svoje knezove imali Ston i Pelješac, Primorje, Župa, Konavle, Lastovo, Mljet, Šipan, Lopud i Koločep. 1659. Lastovo je imalo svoju školu i učitelja. Dubrovačko sudstvo poznavalo je iduće kazne: novčana kazna, protjerivanje, odstranjivanje ruku ili nogu, vađenje očiju, bičevanje, žigosanje. Povijest Dubrovnika bilježi nekoliko urota: urote rušenja vlasti 1205. i 1400., osvajanja Stona 1536. i Velika urota 1610. godine.

## Dubrovačka trgovina
Prvi kontakti Dubrovnika s neposrednim zaleđem vezani su uz poljodjelstvo; srpskim vladarima plaćan je mogoriš, poslije i bos. Dubrovačka sol proizvodi se u Gružu, Slanome, Šipanu, Mljetu i Pelješac; 1640. ferman od sultana - samo Dubrovčanima dopuštena prodaja soli u neretvanskom kraju. Plemenite kovine najvažnija su izvozna roba. Dubrovčani su upravljali srpskim i bosanskim rudarstvom koja doživljavaju krah krajem 16. st. zbog zlata i srebra iz Novog svijeta. Koža, pčelinji vosak, roblje (uglavnom iz Bosne) - pristojba 4 groša po robu, izvoz iz Dubrovnika 1 groš po robu. 27. siječnja 1416. dubrovačka vlada je zabranila trgovinu robljem. Dubrovnik je posrednik za talijansku robu, a novi izazov Dubrovčanima je trgovački napredak Sarajeva. Nakon toga glavnina dubrovačke trgovine seli iz Bosne u južnu Srbiju i Bugarsku, 1667. trgovina tih krajeva počinje slabjeti i za 20 godina potpuno zamire. Dubrovačke trgovačke kolonije su Novo Brdo 1370., Srebrenica 1376., Drijeva 1381., Novi Pazar, Prokuplje, Priština, Sofija i Plovdiv.
Morskim putem uvožene su žitarice iz južne Italije i Levanta. Potrošnja žita iznosila je 20 000-80 000 stara, 1 500 t žita moglo se pohraniti u Rupama (izgradio arhitekt iz Apulije 1590.). Osim talijanskog, uvoženo i osmansko žito iz Albanije i Grčke. Dubrovnik je također prepoznatljiv po pomorstvu. Tijekom 1560-ih i 1570-ih Dubrovčani raspolažu s 80 brodova ukupne nosivosti 35 000 kara. Vrijednost dubrovačke trgovačke mornarice 1570-ih iznosila je oko 700 000 dukata. U 17. st. dolazi do slabljenja zbog raspadanja osmanske države i premještanja dominacije sa Sredozemlja na Atlantski ocean. Za putovanje do Italije stopa pomorskog osiguranja iznosi 2-3 %, do Londona 12 %. U 16. st. 44 dubrovačka konzula djeluju u sredozemnim lukama. Prvi dubrovački zakon o karanteni je iz 1377. godine. Izolacija se provodi izvan Cavtata (kopnena trgovina) te na otoku Mrkanu (pomorska trgovina). 1398. na Mljetu izgrađena je prva karantena (lazzaretto) u Europi, početkom 15. st. karantene su na Supetru i Bobari, 1430. glavna na rtu Danče, 1534. na Lokrumu, a 1590. tik do stare gredske jezgre izgrađen je kompleks Lazareti. Do 1515. Dubrovčani su osigurali čvrsto mjesto na engleskom tržištu, izvozili više engleskih tkanina nego svi talijanski trgovci. Luke u Engleskoj poznate po Dubrovčanima bile su Southampton i Margate, engleska riječ argosy za veliki jedrenjak iskrivljeni je oblik riječi Ragusa. 1540. trgovanje s Engleskom naglo je prekinuto. U 16. st. židovski trgovci u jadranskim lukama snažni su suparnici Dubrovčanima. Rat za Kretu 1645. spasio Dubrovnik od Splita. Dubrovačka državna kovnica u uporabi je najkasnije do 1301. Grosso ili dinar srebrni je novac Republike, u optjecaju su i mletački dukat i bizantski perper. Monte di Pieta vrsta je državne štedionice (Republika nikada nije razvila državnu kreditnu instituciju kako bi smanjila cijenu javnog duga kako je to učinjeno u Italiji). Razvijeni su i zlatarski i srebrnarski obrt. Škver postoji od 1525. u Gružu, u 16. st. oko 100 brodograditelja; najcjenjenija brodogradnja u Europi je ona Dubrovačke Republike, Portugala i Engleske.

## Svakodnevni život
Razni ljetopisci navode vrlo slične popise 150 vlastelinskih obitelji od kojih je većina kad su se spomenule (u 15. st.) bila izumrla. Dubrovački vlastelini skloni su izmišljanju nestvarnih uglednih predaka. Zbor vlastele 1312. čini oko 300 muškaraca, od početka 13. do kraja 15. st. s 90 na 45 obitelji. Gučetići, Gundulići, Bunići, Sorkočevići, Đurđevići, Menčetići i Crijevići najznačajniji su dubrovački plemići srednjeg vijeka. Sredinom 16. st. Zadar ima 17 plemićkih domova, Trogir 10, Split 16, a Dubrovnik 30. U drugoj polovini 15. st. Veliko vijeće se sastaje 80 puta godišnje, Senat 160, a Malo vijeće 200. Veliko vijeće ima 376 članova 1600., 177 1650. (pad broja patricija). Plemići se nisu ustručavali baviti poslovima koji su im donosili prljav novac. Bogati građani (neplemići) su npr. Vice Skočibuha, Miho Pracat (15 imanja) čije je cijelo bogatstvo nakon smrti otišlo u dobrotvorne svrhe, Beno Kotruljević (knjigovođa). Miho Pracat se obogatio kao pomorac i njemu je kao pučaninu izgrađen spomenik u Kneževu dvoru.
Prvi Židovi u Dubrovnik su došli iz Provanse preko južne Italije, 1530-ih ih je već zamjetan broj; odlukom 22. travnja 1540. svi Židovi moraju živjeti u getu (1589. proširenje geta, najstarija sinagoga u Europi u Žudioskoj ulici). Poznati dubrovački Židovi su npr. Amatus Lusitanus, Didachus Pyrrhus. Sredinom 15. st. miraz za brak iznosi 1 900 perpera. Beno Kotruljević smatrao je da je savršen brak između muškarca starog 28 i žene stare 16 godina; većina plemića ženila se djevojkama starim 15-16 godina nakon zaruka koje su trajale od 2 do 5 godina. 1458. odlučeno je da ako se Dubrovčanin želi ženiti, mora imati 20, a Dubrovkinja 14 godina (otpor ljudi, 1460. smanjeno - Dubrovčanin 13, Dubrovkinja 12). Među plemstvom je bio čest incest tako da je brzo opadao broj plemića. Dubrovačke žene su bile pobožne i skromno odijevane. Mlade djevojke nisu zalazile u javnost. Najpoznatija dubrovačka žena je bila Cvijeta Zuzorić.
1407. kamenom i opekama popločene su sve gradske ulice, smeće je odlagano van grada. 230-ak liječnika djelovalo je između 1280. i 1808. (malo Dubrovčana, većina Talijani). Do sredine 16. st. u gradu postoji sedam ljekarni. Kuga izbija 1292., 1348., 1361., 1363., 1372., 1374., 1415., 1422., 1464., 1526. i 1540. Guba se prvi put spominje u Statutu iz 1272.; malarija i dizerterija izbijaju 1503., 1506., 1517. i 1540. godine. Dubrovčani su često imali nezakonitu djecu s Bosankama i Srpkinjama, što je dovelo do nastanka jednog od prvih sirotišta u Europi. 26. veljače 1540. odlučeno je utemeljiti bolnicu.
Kmetstvo se pojavljuje sredinom 14. st., drukčije od tipičnog (kmet nije vlasništvo gospodara, nego države). Status poljoprivrednih radnika na Mljetu riješen je 24. rujna 1345., dok na Lastovu nije bilo kmetstva. Ljudi se bave i lovom i ribolovom; lov na koralje od 1390. do sredine 18. st.

## Vjerski život
Vjera većine Dubrovčana oduvijek je bila rimokatolička. Rikard Lavljeg Srca 1192. je dao 100 000 dukata za izgradnju Katedrale.
Dne 29. kolovoza 1409. zabranjeno je Dubrovčaninu biti nadbiskup, odluka vrijedi do 18. st. Odlukom 23. studenoga 1442. samo Dubrovčani mogu biti kanonici. Poznati nadbiskupi npr. Trivulzio, Ludovico Beccadelli, Crisostomo Calvino. U Republici je djelovalo deset muških benediktinskih samostana, 1790. zatvoren je onaj na Lokrumu. Sam sv. Franjo posjetio je Dubrovnik 1223., dominikanci se pojavljuju 1225. U Gradu je boravio jezikoslovac (tvorac prve hrvatske slovnice) Bartol Kašić. Navodno je 1026. u grad stigao dio lubanje sv. Vlaha. U veljači 1349. odlučeno je ponovno izgraditi Crkvu sv. Vlaha. Festa sv. Vlaha i danas je najvažniji dubrovački blagdan. Do početka 15. st. u Gradu postoji 10 crkava sv. Vlaha. Odlučeno je i izgraditi crkvu posvećenu trojici kotorskih mučenika (tako Dubrovčani izražavali žaljenje zbog širenja pravoslavnog kršćanstva Bokom kotorskom) 1363., srušena je 1801. Osim religije veliki utjecaj na puk ima i astrologija.

## Kulturni život
U školi je glavni jezik latinski, donekle se koristio talijanski. Do kraja srednjeg vijeka 1 000 knjiga pohranjeno je u dominikanskoj knjižnici. Samostan Male braće središte je bogoslovnih i filozofskih studija. Franjevačka zbirka (7 500 knjiga) uništena je u potresu. Isusovačka humanistička škola počela je djelovati 1619. i 1620., 1622. više od 70 učenika. Godine 1662. započela je izgradnja kolegija, 1690-ih završen (car Leopold I. dao 800 florina). Latinski se koristio u službenim ispravama, 1420-ih zamijenio ga je talijanski. Narodni jezik Dubrovčana bio je hrvatski.
Književnost u Dubrovniku odlučno je utjecala na razvoj hrvatskog kao književnog jezika. Najveći dio književnosti izgubljen: većina nenamijenjena širokom čitateljstvu; Republika do svojih posljednjih godina nije imala tiskarski stroj; u 16. st. tiskano samo 12 knjiga (5 svjetovnog sadržaja); izgubljene 3 od 6 zbirki Mavra Vetranovića, većina drama Marina Držića nestala, od djela cijenjenog Ivana Gučetića ostao samo jedan latinski epigram. Prva dvojica znamenitih dubrovačkih pisaca su Šiško Menčetić i Džore Držić; djela su im sačuvana u Ranjininom zborniku koji sadrži 820 pjesama. Držićeve drame napisane između 1548. i 1558., opet su se počele izvoditi 1930-ih. Plautove komedije u Grad vjerojatno je donio Ilija Crijević 8sačuvano je 240 njegovih pjesama). Kod književbika je često ruganje hercegovačkim Vlasima i Kotoranima. Većina drama izvođena je na vjenčanjima. Hrvatski pisac Držić najveći je južnoslavenski dramatičar, značajan i po međunarodnim standardima. Ostali latinisti su Jakov Bunić, Damjan Beneša, Ludovik Crijević Tuberon, Juraj Dragišić (pisao u Dubrovniku). Ivan Gazul najpoznatiji je astrolog-astronom onoga doba. Poznati znanstvenici su Nikola Nalješković (pisao na talijanskom jeziku), Miho Monaldi, Nikola Vitov Gučetić (papa mu udijelio doktorat) - njegova knjižnica našla put do isusovaca koji su ju sačuvali, Antun Bratosaljić Sasin, Dominko Zlatarić, Horacije Mažibradić. Ivan (Dživo) Gundulić najveći je slavenski književnik, naobrazbu je stekao kod isusovaca; njegovom smrću 1638. završava zlatno doba dubrovačke književnosti. Njegovi rani nesačuvani radovi vjerojatno su bili pastoralne drame. Najpoznatija njegova djela danas su Suze sina razmetnoga, Dubravka i Osman. Danas se slika Ivana Gundulića i Grada Dubrovnika nalazi na novčanici od 50 hrvatskih kuna. Početkom 17. st. Hrvati su (uključujući Dubrovčane) bili potpuno svjesni pripadnosti slavenskom svijetu; Mavro Orbini - Il Regno degli Slavi (Kraljevstvo Slavena); Gundulić: „Još sred usta ljuta Zmaja i nokata bijesna Lava, oko tebe s oba kraja, slovinska je sva država”. Ivan Bunić Vučić, Junije Palmotić, Vladislav Menčetić: „Od ropstva bi davno u valih potonula Italija o hrvatskih da ne žalih more otomansko se razbija”. Dubrovčani svoj jezik najčešće nazivaju ilirskim ili slovinskim imenom. U par navrata nailazi se i na hrvatsko ime za jezik (Vetranović, Zlatarić, Nalješković).
Godine 1573. postojalo je 150 poliptiha na oltarima dubrovačkih crkava (ostalo manje od 1/10). Godine 1352. nastaju djela Paola Veneziana: raspelo sa slikama sv. Ivana i Majke Božje u dominikanskoj crkvi. Blaž Jurjev radio od 1421. do 1427. - raspelo za franjevačku crkvu sv. Nikole u Stonu i slika Bogorodice s djetetom u Crkvi sv. Đurđa na Boninovu. Antonio di Jacopo oslikavao je katedralu, a Lorenzo di Michele vijećnicu Malog vijeća. Ivan Ugrinović oslikavao je vijećnicu Velikog vijeća od 1430. do 1433. Ostali znameniti slikari su Matko Junčić, Lovro Dobričević (Kotoranin, u Dubrovnik seli 1457.), sin mu Vicko Lovrin (1497. u Dubrovniku), najveći Nikola Božidarević, Mihajlo Hamzić, Pietro di Giovanni, Pier-Antonio Palmerini, Giacomo di Marco, Franjo Matijin. Godina 1548. je kraj zlatnog doba dubrovačkog slikarstva.
Glazba je manje razvijena od književnosti i slikarstva. Prvi veliki dubrovački skladatelj je Luka Sorkočević (18. st.). Tijekom 15. i 16. st. više od 150 glazbenika plaćano je iz državnih fondova da bi se zadovoljile potrebe kneževe kapele, katedrale i Crkve sv. Vlaha. Festa sv. Vlaha vrhunac je glazbene godine - orgulje, trube, bubnjevi. Katedralne orgulje napravljene su 1384., zamijenjene 1543. (preživjele potres 1667.). Lambert Courtois stigao je 1551. ili 1552. On je bio ravnatelj kneževih glazbenika. Kolendavanje (pjevanje za zaradu pred obiteljskim domovima u noći s Badnjaka na Božić, postoji i danas i uglavnom se njime bave djeca) se prvi put spominje u Statutu iz 1272. godine. Konavljani od glazbala poznaju bubnjeve, flaute, gusle i tambure.

## Izgradnja Grada
Središte ranog Dubrovnika sastojalo se od prva dva seksterija (Kaštio i Sveti Petar), treći seksterij Pustijerna. Izvan njih područje je „novoga grada” (burgus ili borgo sv. Vlaha). Požar 16. kolovoza 1296. uništio je cijeli novi dio i većinu staroga grada. Zidine su zatvorene na kraju 13. st. Sredinom 15. st. 6 000 stanovnika u gradu i 500 izvan njega. Velikoj obrambenoj moći (utvrđenosti) Dubrovnika dive se Georges Lengherand i Conrad Grünenberg. Zidine su uvelike ojačane tijekom 14. st., u 15. i 16. st. poprimile su koliko-toliko današnji izgled. Između Vrata od Ploča i tvrđave Minčete za 2,5 godine podignut je zid visok 22 m i debeo 4, Prvi rat Svete lige povod za izgradnju Revelina i utvrde sv. Ivana, Drugi za bastion sv. Margarite. Trideset je glavnih utvrda. Svatko tko je dolazio u Dubrovnik iz smjera Gruža ili Ploča morao je donijeti jedan kamen za izgradnju Minčete. Michelozzo Michelozzi gradio je Bokar i Revelin (predviđena dva, izgrađen samo jedan) te ojačao Puncijelu. Juraj Dalmatinac izgradio je kulu sv. Katarine. Minčetu je turski putopisac Evlija Čelebija usporedio s Babilonskom kulom. Već početkom 14. st. postoji preteča Lovrijenca, na njegovom jačanju radi Paskoje Miličević. Lukobran Porporelu izgradili su Austrijanci u 19. st., Veliki arsenal izgrađen je tijekom 14. st., Mali arsenal 1409. – 1574. Valobran Kaše u staroj gradskoj luci dovršen je 1484. Revelin je uz Michelozzija gradio Antonio Ferramolino. Godine 1351. Dubrovnik je dao napraviti prvi top, početkom Rata za Chioggiju već ih bilo puno, tijekom 1380-ih i 1390-ih nekoliko puta slano je oružje za zaštitu Stona. Ljevaonica postoji od 1410. Na njoj su radili strani majstori (talijanski, francuski, njemački), 1504. majstor Ivan Krstitelj s Raba. Godine 1655. osnovana je topnička škola (Antonio Vanini). Sredinom 14. st. zaposleni su čuvari zidina, 1366. radio je 81 čuvar na 29 mjesta. Crkva svetog spasa zavjetne je prirode, izgrađena nakon potresa 1520. Simbol slobode Orlandov stup vjerojatno je nastao za Žigmundovog boravka 1396., novi podignut 1418. Knežev dvor (prije kaštel s kulom) počeo se graditi 10. kolovoza 1435. (Onofrio della Cava, Pietro di Martino), 8. kolovoza 1463. opet izbija požar. Zadržan je sklad stilova i cjelina oblika Kneževa dvora. Onofrio della Cava izgradio je vodovod u 15. st. (Velika Onofrijeva fontana). Skladište se žito, sol i proso. Palaču Sponzu gradio je Paskoje Miličević od 1516. do 1520. Služila je kao skladište, kovnica novca, oružarnica, kasnije kao škola. Tipična dubrovačka palača ima 3 ili 4 kata. 1546. izgrađena je Gundulićeva palača u Božidarevićevoj ulici, 1549. – 1553. građena palača Tome Stjepovića Skočibuhe u Rastićevoj (obje gradili majstori iz Ancone). 1673. 20 000/24 000 ljudi živi izvan grada. 
Ston je jedan od prvih planiranih gradova u Europi, poznat po solani i zidinama. Veliki Ston administrativno, vjersko i poslovno središte; Mali Ston mjesto za skladištenje i prijevoz soli; Broce zajednica graničara koji imaju vojne obveze. Na izgradnji Stona radili su Michelozzi, Juraj Dalmatinac, Onofrio della Cava, Paskoje Miličević. Gornji Brgat je izgrađen 1441. Na Pelješcu su izgrađeni Ledenići, Boljenovići, Zaradeže, Županje Selo, Potomje i Orebić; Cavtat i Molunat naseljeni 1460-ih. Oko 300 ljetnikovaca postojalo je u Republici. Bunićev je izgrađen na ušću Rijeke dubrovačke 1343., Menčetićev na Srđu 1350., Arapovo-Morovo (Orašac, 15. st.) - prema tradiciji Petar Soderini tu je našao sklonište 1512. Toma Skočibuha gradi na Suđurđu 1529. i 1546., sin Vice dovršava 1563. Skočibuhin ljetnikovac građen je i na Boninovu (1574. do 1588.) Ljetnikovci niču na Šipanu, Lopudu i Koločepu, u Trstenom, Orašcu, Zatonu, uz obalu Gruža i Rijeke dubrovačke, u Šumetu i Župi sve do Cavtata. Arboretum Trsteno, najstariji arboretum na svijetu, postojao je već 1498. godine.

## Potres i nakon njega
Dubrovnik i južna Dalmacija vrlo su trusno područje. 1667. godine Grad je pogodio potres jačine 10.5/12 po MCS ljestvici (jedan od jačih u povijesti). Od 1430. stoljeće čestih potresa (11 ozbiljnih). 28. listopada 1496. potres udara na dan sastanka Velikog vijeća (izbor kneza), sljedeće godine novi ruši mnoge kuće. 17. svibnja 1520. (opisano ne kao potres, nego kao „Božja kazna”) potres izaziva 20 mrtvih i nekoliko ozlijeđenih, štetu na zgradama te podrhtavanje 20 mjeseci. Do novog potresa dolazi 1539., kasnije je više stradao Kotor (potres u Kotoru i Dubrovniku 1639.). Potres koji će označiti kraj zlatnog doba Republike zbio se 6. travnja 1667. Po riječima svećenika prvi udar nije trajao ništa dulje nego što je bilo potebno za izrijeći passio domini nostri Jesu Christi secundum; srušen veliki dio grada, golemo kamenje kotrljalo se s obronaka Srđa, veliki oblak guste prašine, zidine se zanjihale, bunari bez vode, more se povuklo iz luke, vatra nošena jakim maestralom neobičnim za to doba godine harala gradom. Nizozemci Joris Croock i Jacob van Dam našli su se u gradu, nadbiskup je pobjegao u Anconu. Potres su za pljačku (bogaćenje) iskoristili Morlaci (Vlasi) i stanovnici Republike (zlato, srebro, nakit, relikvije). Služitelji su pljačkali gospodare pošto su znali gdje je blago. Frano Bobaljević bio je živčano rastrojen zbog uništena i opljačkana bogatstva i pogibije svih članova brojne obitelji; preselio se izvan grada, tražio škrinje iz Venecije kako bi pohranio ostatak bogatstva. Bunići su pošli u Ston dva mjeseca, iz Gruža im je donesena preostala imovina pa su se vratili u Dubrovnik. Poginulo je 2 000 ljudi u Gradu, 3 000 u cijeloj Republici. Mnoge crkve su uništene (katedrala). Relativno neoštećeni ostali su samostani i crkve dominikanaca i franjevaca, Crkva svetog Vlaha, Crkva svetog spasa, Sponza, zidine (vrlo bitno). Ovaj potres djelovao je i na Split, Šibenik, Zadar, Trebinje, Mostar i Crnu Goru (najdramatičnije u Kotoru). 11. travnja odredbe dubrovačke vlade u izvanrednom stanju: ne napuštati Grad, 300 vojnika, prijelazna vlada (10 obitelji), 6 kapetana (svaki zadužen za 50 vojnika). Marojica Kaboga se zbog potresa iz državnog neprijatelja pretvorio u spasitelja države. 23. travnja izabrano je 12 guvernera Republike, pučanima prvi put dopušteno glasovati. 3. lipnja Senat se sastaje prvi put nakon potresa, 10. lipnja Veliko vijeće. Republika je nakon potresa u nezavidnom položaju: spletke mletačke diplomacije, turske ucjene i prepadi pandura i hajduka na teritorij Republike. Kara Mustafa je u srpnju zahtijevao 300 vreća punih dukata. Bosanski paša prijetio je prijetvorbom Republike u osmanski sandžak: „Ti nevjernici nisu vrijedni sultanove samilosti, nego prije njegova mača”. Dubrovčani su tražili pomoć od francuskog kralja Luja XIV., on žali da ne može pomoći jer je u ratu. Vatikan je nešto obzirniji: vrši pritisak na Mletačku Republiku ne napadati Dubrovčane. Dubrovnik je pošteđen isplaćivanja 300 vreća punih dukata, nešto imovine dano (Jaketa Palmotić i Nikolica Bunić). Mir Osmanskog Carstva i Mletačke Republike potpisan je 6. rujna: Split ponovno otvoren za trgovinu, mletačka vlast na Jadranu, nisu završile poteškoće s Kara Mustafom. Tri plemića nadzirala su 62 radnika koji čiste ruševine, druga tri za zidine, odlučno obnavljana Crkva svetog Vlaha koja ima služiti kao katedrala dok se ne obnovi prava, 360 isplata radnicima od 1 do 400 perpera. Pomogao je Stjepan Gradić, vodeći Hrvat („Ilir”) u Vatikanu, 4 puta na čelu Hrvatskog bratstva sv. Jerolima - pobrinuo se da Republika ne bude uvučena u protuosmanske planove Aleksandra VII. Gradić je najvažniji i što se tiče financija i tehničke ekspertize - dizao je kredite u talijanskim bankama i podigao svu imovinu za obnovu grada (71 665 škuda). Katedrala je dovršena 1713. i to puno znači Dubrovčanima.
Bosanski muslimani se žale na carine koje moraju plaćati Dubrovčanima. Kara Mustafa traži 350 000 dukata odštete, zatvara luku i granice, traži isplatu 3 000 000 dukata (izvršenje naredbi povjereno bosanskom paši). 200 000 dukata isplatili su poklisari. Kara Mustafa konačno biva spremnim za kompromis zbog poraza turske vojske od ruske - prima mito Sekonda Gučetića (60 000 dukata), Republika obećala isplatiti 60 000 dukata u dva obroka, prekinuta blokada Dubrovnika. 20. kolovoza 1684. godine obnovljen je savez s habsburškim carem. 10. listopada 1688. Francuska je objavila rat Austriji tijekom mletačke blokade. 1699. odlučeno je da Dubrovnik ostane pod okriljem Osmanskog Carstva. 14. veljače 1701. postignut dogovor Mlečana i Turaka - povučene mletačke snage iz južne Hercegovine, prekinuta blokada (Dubrovnik opet povezan s Osmanskim Carstvom). Povučena je odanost Habsburškoj Monarhiji zbog toga što nije ispoštivala odredbe zbog kojih je obnovljena, Turcima i dalje treba plaćati harač 12 500 dukata ali jedanput u tri godine (1707. sultan izdaje ferman o tome). Republika sjeveroistočno od Kleka i na jugoistoku od Sutorine imala je dva uska područja koja dubrovački teritorij dijele od mletačkog. Turci su izgubili od Mlečana i habsburških podanika u borbama od 1715. do 1718. Klek i Sutorinu Dubrovnik je dao Porti da nije blizu Mlečanima (zato je Neum danas u BiH). U Travniku 16. srpnja 1754. sklopljen je dogovor Dubrovačke i Mletačke Republike (trogodišnji danak Mlečanima - srebrni vrč vrijedan 30 mletačkih dukata) - Mlečani ne će iskorištavati dubrovačko šumsko bogatstvo niti nanositi štetu, ne će se pojavljivati u ribarskim vodama ni ometati branje koralja. Od tada glavne poteškoće Republici ne prouzročavaju Mlečani, već Francuzi.
Republika je na Ruse gledala s toplinom (slavenstvo), postojalo je ushićenje zbog dvojice Dubrovčana u službi Petra Velikog. U Dubrovniku nastupa oduševljenje nakon pobjede Rusa nad Šveđanima kod Poltave 1709., Dubrovčani Petra Velikog nazvali „najvećom slavom našega roda”. Turska kasnije objavljuje rat Rusiji - dubrovački prijatelj Hercegovac Sava Vladislavić objasnio zašto Republika ne može pomoći u borbama protiv Porte i zašto ne će udovoljiti ruskom zahtjevu da se u gradu izgradi pravoslavna crkva. Ruski pomorski pohod protiv Porte i Dubrovnika kao njena podanika, Dubrovčani uništili brod.
Dubrovnik je prevozio osmansko streljivo i vojnike, zbog toga ga Rusi kritiziraju. Do dogovora dolazi 20. lipnja 1775. godine - Dubrovnik nepristran u ratovima u koje je uključena Rusija, ruskom konzulu dopušten boravak u gradu i čak mu dano pravo na pravoslavnu kapelu (Dubrovčani nisu htjeli pravoslavnu crkvu u gradu jer je imao samo 12-15 istočnokršćanskih obitelji, a izgradnja bi potaknula naseljavanje pravoslavnih kršćana iz Mletačke Republike i Osmanskog Carstva i to bi značilo kraj Republike). Dubrovačke trgovačke kolonije bivaju napuštene (ostao samo Novi Pazar) - trgovina ostaje prisutna u Crnoj Gori i jugoistočnoj Bosni i Hercegovini (vosak, vuna, željezo, kože - roba male vrijednosti). Nastaje jaka konkurencija Austrije, Makarske, Herceg-Novog, Budve, Bara, Ulcinja i Splita. Brodarstvo oživljava - brodovi prevoze europsku, rusku i američku robu, do kraja Republike brodogradnja u Gružu. Pomorske obitelji naseljene su u Orebiću (vrhunac pelješkog pomorstva 1780. – 1800. - kukuruz iz Konstantinopola i grčkih luka). 10 novih rodova primljeno je u patricijat, do kraja Republike 7 izumrlo (ostali Božidarevići, Natali i Zlatarići); nove obitelji prvi put u Senatu 1783., 1789. prvi knez iz njihovih redova. 19 % stanovništva Republike sredinom 18. st. patriciji, 1799. 14 % (patriciji znatno brojniji nego u Mletačkoj Republici). Tri člana iste obitelji smiju glasovati (samo dva kad se traži kvalificirana većina). Broj stanovnika u padu je cijelo 17. st. (1673. 26 000), do pada Republike 30 000. 26. lipnja 1777. dopuštena prodaja zemlje.
Vlasi su pljačkali Konavle. Uz zatvorsku do kraja Republike postoji i smrtna kazna (u 18. st. smaknuto gotovo 100 osoba). Poznati Dubrovčani toga doba su Ruđer Bošković (matematičar, fizičar, astronom), Petar Kanavelić (pjesnik), Ignjat Đurđević (pjesnik), Džono Rastić intelektualac (5 puta knez), Đuro Hidža, Rajmund Kunić, Brnja Zamanja. Kazalište djeluje 1682. – 1817. Francuz Marko Bruerović najpoznatiji je pjesnik i dramatičar. Dubrovnik je otporan na prosvjetiteljske ideje koje se šire iz Francuske. Dubrovačka Republika prva je država koja je priznala neovisnost Sjedinjenih Američkih Država proglašenu 1776., potrebni dobri odnosi zbog trgovine. Republici je prijetio demokratski i protureligijski duh Francuske revolucije. U posljednjim godinama 18. st. Dubrovnik gospodarski cvjetao, vlada socijalni mir, patricijat vlada kao i uvijek. Mletačka Republika prestaje postojati 1797., Habsburška Monarhija postaje susjed i obećaje zaštitu Republici. Republika je Francuzu Comeyrasu posudila 300 000 turskih groševa jer je prijetio zauzećem Grada u revolucionarnom duhu. 1806. Republika ima 277 brodova ukupne nosivosti 25 512 kara, izgubljeno 26 (krivi Rusi). Trgovački deficit iznosi 1 385 750 piastera, prihod od pomorskoj trgovini 3 615 500 piastera, prihod od bankovnih depozita 252 613 piastera (troškovi 226 818 piastera). Odupire se ucjenama Francuza, Austrijanci oteli 30 % ulaganja Republike u Veneciji. Republici je hitno trebalo novca: prodan Lokrum, porez 2 % na vrijednost dionica u brodovima, na prodaju zemlje 6 %, porez na uvoznu robu 400 %, 12 para za stablo masline, isto toliko za grlo stoke, 10 za proizvedenu bačvu vina, sol po višoj cijeni. Dolazi do Konavoske bune te 29. ožujka 1800. biva reguliran broj dana i uvjeti rada na gospodarevoj zemlji u Konavlima.
Godine 1804. pravoslavni svećenik smije u Dubrovnik, ruski grb iznad konzulove kapele dopušten, svećenik smije ući u grad kako bi tijelo pokojnika otpratio do groba (ne smije pjevati liturgiju dok ne iziđe iz grada i ne smije u bolnicu koja je smatrana katoličkom institucijom). 18. svibnja Dubrovnik Napoleonu šalje ulagivačku poruku s čestitkama. Mora se platiti 300 000 franaka zajma kako Francuzi ne bi ušli u grad. 6. ožujka Rusi i Crnogorci preuzimaju vlast nad Kotorom. Dubrovnik je pregovarao s Rusima što se pokazalo kobnim (to na zub uzeli Francuzi). Francuzi ipak idu kopnenim putem, 27. svibnja Lauriston prešao Rijeku dubrovačku i domarširao do Vrata od Pila. Pukovnik Testa je s 800 vojnika ušao u Dubrovnik i zauzeo ga. Napoleonov proglas na tri jezika (francuskom, talijanskom i hrvatskom („ilirskom”)) - nakon povlačenja Rusa Francuzi će opet poštovati neovisnost Republike. Crkve u Gradu korištene su kao vojarne i boravišta vojnika, isusovački kolegij pretvoren je u vojnu bolnicu. 
Crnogorci i Rusi pustošili su Konavle; Crnogorci potpomognuti Rusima osvojili su Srđ i padinu iznad samostana sv. Jakova u Višnjici. 17. lipnja Rusi i Crnogorci teško su porazili Francuze na Brgatu. Dubrovačko je oružje zastarjelo (nadnjevalo iz 17. st.), ljudi se slijevaju u grad (15 000 civila i 1 000 francuskih vojnika), dolazi do dvadesetodnevne opsade. Crnogorci i istočnokršćanski Vlasi i Hercegovci fanatični protiv katolika Dubrovčana i Francuza: „sveti rat”,  „i do Zagreba ako treba”. Tijekom opsade na Grad je palo između 1 800 i 3 000 topovskih kugli (60 poginulih). Spaljeno je između 40 i 60 ljetnikovaca, Molitor je uz pomoć Osmanskog Carstva istjerao Ruse i Crnogorce. Rusi su iskrcali ljude sa svojih brodova - oni nastavili paliti Dubrovačko primorje. Šteta od napada Rusa i Crnogoraca procjenjuje se na 8 827 525 dukata, 666 (10 %) kuća uništeno (na Pilama 134, 1/2). U Župi je uništeno 188 kuća (četvrtina), u Konavlima 235 (četvrtina). U Vodovađi je uništeno 90 % kuća, Obod je sravnjen sa zemljom, ubijeno 500-600 Konavljana. Marmont je stigao u Grad 30. srpnja, produžio kroz Konavle i išao zauzeti Kotor (29. rujna-1. listopada: kod Debelog brijega Francuzi porazili vojsku sastavljenu od Rusa, Crnogoraca i istočnokršćanskih Hecegovaca). Francuski i ruski car sastaju se 25. lipnja te se Rusija odriče Kotora. S 18. na 19. studenoga Dubrovnik je anektiran, izvješena je zastava Kraljevine Italije. 6. siječnja 1808. podignuta je trobojnica Kraljevine Italije na Orlandovu stupu. Dana 31. siječnja 1808. oko 14 h pukovnik Delort proglasio je ukidanje Dubrovačke Republike i time završava 450-godišnja neovisnost Grada.
Marmont je 18. veljače dobio Napoleonovu potporu, 1. ožujka je nagrađen naslovom duc de Raguse (dubrovački knez). Zaljubio se u Dubrovnik - pridonio objavljivanju Appendinijeve hrvatske slovnice i hrvatsko-latinsko-talijanskog rječnika Stullija, novo kazalište. Judaisti i pravoslavmni kršćani izjednačeni su s katolicima, uvedena je institucija građanskog braka, te je zabranjeno pokapanje unutar crkava. Pomorska trgovina izložena je pljačkanjima. Izgrađeno za kratkotrajne francuske uprave: Fort Imperial, Fort Delgorgue, Fort Royal, Napoleonska cesta. Vrši se konsifikacija imovine Katoličke crkve, ukidaju se ženski redovi, raspuštaju se stara dubrovačka bratstva. U veljači 1813. Britanci su zauzeli Pelješac i susjedne otoke, 18. lipnja Šipan. 27. siječnja Francuzi kapituliraju i ponovno se vije zastava Republike na Orlandovu stupu, 29. siječnja već austrijska (i kratko britanska) zastava. 13. srpnja Britanci su predali otoke, zastava Dubrovačke Republike spuštena je posljednji put i slavna država je definitivno pošla u ropotarnicu povijesti.
Prvi dubrovački parobrod izgrađen je 1891. (stagnacija pod Habsburgovcima). 1840. uveden je porez na kuće, 1841. desetina, pristojbe na obrtništvo 1844. 1825. oluja je srušila Orlandov stup, stara krstionica 1830. dignuta u zrak, 1853. i kula od ribarnice, dio Arsenala razoren (dio postao vojna pekarnica), tvrđava sv. Ivana postala vojarna, veći dio dubrovačke pismohrane odnesen u Beč (vraćeno tek nakon Prvog svjetskog rata). Nadbiskupija je postala biskupija. Plemićko pravo na službu seljaka ukinuto je tek 1876., ipak je od doba francuske vlasti do 1830-ih izumrlo 6 plemićkih obitelji. 
Stari Dubrovčani nikada sebe nisu zvali Srbima ni svoj jezik srpskim. I Ljudevit Gaj i Vuk Stefanović Karadžić boravili su u Dubrovniku i govor dubrovačkog kraja poslužio je kao temelj suvremenom hrvatskom standardnom jeziku. U 19. st. velika većina Dubrovčana nacionalizira se u Hrvate, no postoji i malen broj onih koji su se nacionalizirali u Srbe. Doktrinu o srpskom Dubrovniku („srbokatolici”) razradili su Đorđe Nikolajević, Matija Ban, Medo Pucić, Jorjo Tadić,[nedostaje izvor] Miroslav Pantić, Jeremija Mitrović (1992. objavio kvaziakademsko djelo Srpstvo Dubrovnika), Prvoslav Ralić (objavio Short History of Dubrovnik). Srbokatolici su od 1890. do 1899. i vladali Dubrovnikom, zbog međusobnih svađa hrvatskih stranaka i neizlaska Hrvata na izbore, no široke mase Dubrovčana nikada nisu prihvatile srpski nacionalni identitet.
Nakon raspada Habsburške Monarhije Dubrovnik će se naći u Kraljevini Jugoslaviji, u Zetskoj banovini sa sjedištem na Cetinju.  Godine 1939. Dubrovnik je ušao u sastav Banovine Hrvatske, a 1941. NDH. Grad je pošteđen ozbiljnijih vojnih djelovanja tijekom obaju svjetskih ratova. Tijekom drugog svjetskog rata u Grad su bez borbi ušle talijanske jedinice. Dubrovčani su slani u ustaše ili partizane. Nakon rata Dubrovnik je razvojačen i postao je turističko središte Socijalističke Republike Hrvatske. Šport se počinje razvijati u Kraljevini SHS. 1923. osnovan je Jug, danas jedan od najtrofejnijih vaterpolskih klubova na svijetu. 1961. izgrađen je bazen u Gružu, a 1981. Športska dvorana Gospino polje. KK Dubrovnik igrao je od sezone 2004./05. do sezone 2012./13. u Prvoj HKL. Nogometni klub GOŠK osnovan je 1919., utakmice igre na malom Gradskom stadionu Lapad i trenutno se natječe u 3. HNL – Jug. Najpoznatija kulturna manifestacija festival Dubrovačke ljetne igre utemeljen je 1950. godine. Jadranska turistička cesta kroz dubrovačko područje izgrađena je 1960-ih. 
Po proglašenju neovisnosti Republike Hrvatske Dubrovnik biva napadnut od strane JNA i srpsko-crnogorskih dobrovoljaca. Najteže bombardiranje pogađa Grad 6. prosinca 1991., a 26. svibnja 1992. cijelo dubrovačko područje je u hrvatskim rukama. Stradali su Placa, franjevački samostan (osobito knjižnica), dominikanski samostan, katedrala, Crkva sv. Vlaha, Crkva Sigurata, samostan na Lokrumu, Knežev dvor, Rupe i mnoge palače. Nakon rata Dubrovnik je brzo obnovljen i ponovno je postao turističko središte. U 21. stoljeću Dubrovnik najčešće posjećuju putnici na brodskim kružnim putovanjima. Planira se izgradnja igrališta za golf na Srđu.